# مجموعة دول الأنديز
مجموعة دول الأنديز Andean Community ((بالإسبانية: Comunidad Andina)‏, CAN) هي اتحاد جمركي يضم دولاً في أمريكا الجنوبية وهي إكوادور، كولومبيا، بوليفيا، بيرو. كانت الكتلة التجارية التابعة لهذا التحالف تعرف بحلف الأنديز حتى عام 1996، وقد ظهرت إلى حيز الوجود بموجب التوقيع على «اتفاقية قرطاجنة» عام 1969. يقع مقرها الرئيسي في ليما، بيرو.
تضم جماعة دول الأنديز 98 مليون نسمة يعيشون في مساحة تقدر بـ 4700000 كيلومتر مربع، وناتج محلي إجمالي قدّر بحوالي 745.3 بليون دولار أمريكي عام 2005، وتضم هذه التقديرات فنزويلا التي كانت عضوة في الجماعة في ذلك الحين. في عام 2011، قدر الناتج القومي المحلي بحوالي 902.86 مليون دولار أمريكي باستثناء فنزويلا.

## العضوية

الدول الأعضاء

تأسس تحالف الأنديز الأصلي عام 1969 من قبل بوليفيا وتشيلي وكولومبيا وإكوادور وبيرو. عام 1973، انضمت فنزويلا للتحالف. عام 1976، انخفض عدد الأعضاء إلى خمسة بانسحاب تشيلي. أعلنت فنزويلا عن انسحابها عام 2006، ما قصر أعضاء الجماعة على أربع دول.
في الآونة الأخيرة، اكتسبت مجموعة دول الأنديز أربع أعضاء جدد بعد توقيع اتفاق تعاون جديد مع ميركوسور، وهذه الدول: الأرجنتين والبرازيل وباراغواي وأوروغواي. منحت هذه الدول الأربع (وهي أعضاء في ميركوسور) عضوية انتساب من قبل مجلس وزراء الخارجية للمجموعة في اجتماع موسع مع اللجنو في السابع من تموز (يوليو) عام 2005. نتيجة لحركات التبادل هذه، منحت ميركوسور عضوية انتساب لجميع دول مجموعة الأندير بحكم اتفاقيات التكامل الاقتصادي (اتفاقيات التجارة الحرة) الموقعة بين مجموعة دول الأنديز وأعضاء ميركوسور.
- الأعضاء الحاليون:
  -  بوليفيا (1969)
  -  كولومبيا (1969)
  -  الإكوادور (1969)
  -  بيرو (1969)
- أعضاء مشاركون:[4]
  -  الأرجنتين (2005)
  -  البرازيل (2005)
  -  باراغواي (2005)
  -  الأوروغواي (2005)
  -  تشيلي (2006)
- دول مراقبة:[5][6]
  -  إسبانيا
  -  المغرب
- أعضاء كاملو العضوية سابقون:
  -  فنزويلا (1973–2006)، انضمت إلى ميركوسور
  -  تشيلي (عضو كامل في الفترة 1969-1976، عضو مراقب في الفترة 1976-2006، عضو مشارك منذ 2006)

## التنظيم
- مجلس الرئاسة الأنديزية
- مجلس وزراء العلاقات الخارجية
- اللجنة
- المقر الرئيسي الرئيسي (ليما، بيرو)
- محكمة العدل الأنديزية
- البرلمان الأنديزي (بوغوتا، كولومبيا)
- صندوق الاحتياطي لأمريكا اللاتينية
- جامعة سيمون بوليفار